# Marksville (Louisiana)
Marksville település az Amerikai Egyesült Államok Louisiana államában, Avoyelles megyében, melynek megyeszékhelye is. Lakosainak száma 5065 fő (2020. április 1.).

## Népesség
A település népességének változása:

| 2010 | 5 702 |
| 2020 | 5 065 |